# Mekelov divertikulum
Mekelov divertikulum je najčešća kongenitalna malformacija tankog creva, u obliku prstolikog izvrata na antimezenterijalnoj strani ileuma na udaljenosti od 50 do 100 cm od ileocekalne valvule. To je pravi divertikulum, jer sadrži sva tri sloja terminalnog ileuma, a može da sadrži ektopično gastrično ili pankreatično tkivo.
Predstavlja embrionalni ostatak neobliteriranog ostatka omfaloenteričnog duktusa. Kako se u nekim slučajevima u mukozi divertikuluma mogu naći ostrvca želudačne sluzokože ili tkiva gušterače to utiče na pojavu različitih manifestacija i komplikacija ove anomalije.
Klinička slika zavisi od patoanatomskog supstrata, a lečenje je najčešće hirurško jer ileoilealne i jejunoilealne invaginacije najčešće ne mogu biti dezinvaginirane hidrostatskim pritiskom. U slučaju pojave upale, krvarenja ili invaginacije koja daje simptome vezane za ove komplikacije mora se odmah hirurški intervenisati. Ponekad se Mekelov divertikulum otkriva i kao uzgredni nalaz pri eksploraciji tankih creva kod operacije upale crvuljka i tada se preventivno odstranjuje. Kod pacijenata sa manifestnim komplikacijama Mekelovog divertikuluma dijagnoza se najčešće postavlja u prve tri godine života.
Komplikacije su: crevne opstrukcije, rektoragije, divertikulitisi i perforacije zbog peptičke ulceracije. Terapija simptomatskih oblika je hirurška resekcija.

## Istorija
Prvi opis Mekelovog divertikuluma dao je Fabricius Hilandus 1598. godine. Dva veka kasnije Johnn Friedrih Meckel je 1809. godine prvi dao kompletan anatomski i embriološki opis.

## Embriologija
U fetalnom životum falomezenterični kanal je embrionalna struktura koja predstavlja komunikaciju između primitivnog creva i žumanćane kese, koji normalno obliteriše tokom osme i devete nedelje gestacije kada placenta preuzima nutritivnu ulogu ploda.
Zbog greške u obliteraciji omfalomezenteričnog kanala mogu se razviti redke kliničke anomalije u 2% populacije, u više oblika:
Umbilikalni sinus — koji predstavlja grešku u obliteraciji distalnog kraja omfalomezenteričnog duktusa kada on ostane otvoren samo u svom spoljašnjem delu, dok se proksimalni kraj transformiše u fibroznu traku.
Omfalomezenterični ili vitelinski ligament — koji se prezentuje kao fibrozna traka koja se prostire od intestinuma do umbilikusa.
Omfalomezenterična ili intermedijalna cista — koja može se razviti unutar trbušnog zida ili na fibroznoj traci i teško se dijagnostifikuje sve dok ne doše do njene torzije, infekcije ili uvećanja zbog retencije sekreta.
Mekelov divertikulum — koji je najčešća anomalija omfalomezenteričnog kanala, a nastaje kao posledica nekompletne obliteracije proksimalnog dela omfalomezenteričnog kanala i u 10% slučajeva ima fibroznu traku koja ga povezuje sa pupkom.
Omfalomezenterična fistula — koja je u potpunosti otvoren omfalomezenterični kanal koji komunicira sa intestinumom. Postoje i slučajevi kada omfalomezenterična fistula može spontano da regresira i formira Mekelov divertikulum.

## Epidemiologija
Morbiditet/mortalitet
Incidencija Mekelovog divertikuluma, koji se uglavnom dijagnostikuje do druge godine života, na globalnom nivou kreće se od 1,3 do 2,2%.
Rizik od komplikacija kreće se o rasponu od 4 do 16% u različitim istraživanjima i veći je kod dece nego u odraslih.
Pol
Za asimptomatske divertikule ne postoje polne razlike. Međutim kod simptomatskih oblika, do četiri puta je Mekelov divertikulum češći kod muškaraca nego kod žena.ispitivanja pokazuju da je muško ženski odnos 1-4 : 1.

## Etiopatogeneza
Ova malformacija koja je histološke građe identične kao i ileum, nastaje zbog nepotpune obliteracije omfaloenteričnog duktusa (lat. ductus omphalo-mesentericus), koja se dešava u sedmoj nedelji gestacije, kad mogu da nastanu i druge nepotpune obliteracije poput žumanačane cista ili žumanačana fistule. Međutim u 97% slučajeva kao posledica nepotpune obliteracije omfaloenteričnog duktusa nastaje Mekelov divertikulum.
Više od polovine divertikula sadrži heterotopično tkivo. Najčešće se radi o tkivu želudačne
sluzokože ili gušterače, mada se može naći i tkivo iz bilo kog dela digestivnog trakta, koje se nalazi na 40–60 cm oralno od ileocekalnog ušća. To je zapravo pravi divertikulum koji sadrži sve slojeve crevnog zida sa slabije razvijenim limfnim sistemom.
Opisani su različiti oblici divertikuluma, no najčešći su oni poput prsta od rukavice dužine oko 2 cm.
Kod Mekelov divertikulum hematohezija je simptom koji se obično javlja kod dece, a opstrukcija simptom koji se javlja kod odraslih.

## Klinička slika
Klinička slika kod najvećeg broja pacijenata sa Mekelovim divertikulumom je asimptomatska, i zato je klinički nalaz slučajan, tokom operacija ili dijagnostičkih procedura (npr kontrastnih snimanja sa barijumom) zbog drugog uzroka.
Kada postoje simptomi i znaci, oni su najčešće:
- Bezbolno krvarenje iz donjih delova gastrointestinalnog trakta (prisustvo sveže krvi na stolici)

Krvarenje može biti veoma jako (nekada dolazi do razvoja šoknog stanja)
- Bol, koji može biti veoma jak i najčešće je lokalizovan u donjem desnom delu trbuha što čini teškoće kod postavljanja dijagnoze, jer stanje liči na zapaljenje crvuljka
- Znaci opstrukcije na crevima (volvulus i intususcepcija kao najčešći uzroci opstrukcije creva) i praćeni su pojavom jakih bolova u trbuhu, šoknog stanja, pojave povišene telesne temperature, povraćanja i nadutosti trbuha.

## Dijagnoza
I pored modernih dijagnostičkih metoda, teško je dijagnostikovati ovu anomaliju, jer u većini slučajeve dete obično nema nikakvih simptoma ni smetnji, i zato anomalija najčešće ostaje neotkrivena tokom života (u oko 70% slučajeva). Takođe anamneza, fizički nalazi i rutinski laboratorijski testovi nisu od pomoći u dijagnozi Mekelovog divertikuluma.
U tom smislu dobro poznavanje embrioloških, kliničkih, patoloških i radioloških karakteristika može da pomogne u ranoj i tačnoj dijagnozi Mekelovog divertikuluma.
Kako deo heterotopične sluzokože divertikla može da se upali on izazvati opstrukciju creva a u krajnjem slučaju i perforaciju, i tada su simptomi vezani za ove komplikacije zbog kojih se hirurški interveniše.
Dijagnoza se postavlja scintigrafijom radioaktivnim tehnecijem.
Ako nema drugih simptoma, a dete je mlađe od dve godine i ima melenu, svakako treba pomisliti na ovu anomaliju. Akutni Mekeleov divertikulitis karakteriše se bolovima u trbuhu uz palpatornu osetljivost koja je lokalizovana ispod i/ili levo od pupka, i obično je praćen povraćanjem i nalikuje na akutnu upalu crvuljka.
Kod dece su mogući ponavljajući napadi bezbolnih rektalnih krvarenja, koja najčešće nisu intenzivnija. Odrasli takođe mogu krvariti, ali se ono manifestuje češće melenom nego li nalazom sveže krvi.

## Diferencijalna dijagnoza
Diferencijalno-dijagnostički kod Mekelovog divertikuluma treba imati u vidu:
| - zapaljenje crvuljka, - akutni mezenterični limfadenitis, - aV malformacije, - intestinalne opstrukcije druge etiologije, - peptički ulkus, | - ulcerozni kolitis, - krvareći maligni tumori, - Kronova bolest, - nekrotizujući enterokolitis. |

## Terapija
Terapija kod simptomatskih oblika je hirurška resekcija, potencijalno sa laparoskopskom resekcijom, za koju se hirurg odlučuje i ako slučajno otkrije Mekelov divertikul bez obzira na postojanje komplikacija.
Hirurška intervencija je najčešće zasnovana na klinastoj resekcija dela ileuma uz odstranjenje divertikuluma i uspostavljanje termino-terminalne anastomoze.
U slučaju invaginacije terminalnog ileuma i intraoperativno detektovanog palpatornog zadebljanja zida Mekelovim divertikulomom zbog prisutnog ektopičnog tkiva u primenjuje se je parcijalna resekcija terminalnog ileuma.
Kod pacijenata bez ikakvih gore navedenih komplikacija, lečenje uključuje samo hiruršku resekciju Mekelovog divertikuluma, a ovaj postupak se naziva jednostavna divertikulektomija.
Što se tiče asimptomatskog Mekelovog divertikuluma, neki hirurzi preporučuju da se traži Mekelov divertikulum u svakom slučaju apendektomije/laparotomije koja se radi kod akutnog trbuha, i ako se divertikulum nađe, treba da se izvrši Mekelova divertikulektomija ili resekcija, kako bi se izbele sekundarne komplikacije koje kasnije mogu da nastaju od Mekelovog divertikuluma.

## Komplikacije
Najčešće komplikacije Mekelovog divertikulum su: krvarenje, intestinalne opstrukcije, divertikulitisi i perforacije, a ređe se javljaju neoplazme (lejomiosarkomi, karcinomi, karcinoidi). Na donjoj tabeli prikazana je učestalost navedenih komplikacija u %.
| Komplikacije           | (%)   |
| ---------------------- | ----- |
| Krvarenje              | 20–30 |
| Opstrukcija creva      | 20–25 |
| Zapaljenje divertikula | 10–20 |
| Anomalije pupka        | ≤10   |
| Neoplazme              | 0,5-2 |

Krvarenje
Može se javiti oskudnije ili obilnije krvarenje iz toga dela creva. Krvarenje nastaje naglo i obično spontano prestaje, a kod obilnijeg krvarenja hemoglobin može biti značajnije snižen. Krvarenje je bezbolno profuzno iz donjih partija digestivnog trakta sa pojavom melene ili hematohezije. Posledica je postojanja ektopične želudačne sluzokože koja luči želudačnu kiselinu, koja nagrizanjem stvara eroziju nezaštićene crevne mukoze. Zbog profuznosti krvarenja može doći do ne samo do pada hemoglobina već i do pojave drugih znakova akutne hemoragije kod malog deteta.
Kod sumnje na krvareći Mekelov divertikulum potrebno je uraditi scintigrafiju sa Tc99m (koja se i
naziva Mekel scintigrafija) koja će pokazati postojanje ektopične sluzokože želuca
Upala, divertikulitis
Bolesnik sa upalom Mekelovog divertikuluma ima većinu simptoma i znakova postojanja akutnog zapaljenja crvuljka. U slučaju operacije zapaljenog crvuljka, sa neubedljivim nalazom upale crvuljka neophodna je pažljiva eksploracija ileuma sa ciljem eventualnog pronalaženja upaljenog Mekelovog divertikuluma.
Opstrukcija
Mekelov divertikulum može dovesti do intestinalne opstrukcije na više načina, kao tačka vodilja za invaginaciju ili kao brida oko koje se uvrću creva kod volvulusa.
Neoplazme
Kao komplikacija Mekelovog divertikuluma mogu se razviti sledeći benignih i malignih tumori — leomiomi, angiomi, neurinomi, lipomi, sarkomi, limfomi, adenokarcinomi.

## Spoljašnje veze
|  | Molimo Vas, obratite pažnju na važno upozorenje u vezi sa temama iz oblasti medicine (zdravlja). |